# Francesca Gerardi
Ne doit pas être confondu avec Francesca Gherardi.
Francesca Gerardi, née le 28 juin 1984 à Ceccano (Italie), est une femme politique italienne.

## Biographie
Francesca Gerardi naît le 28 juin 1984 à Ceccano.
Lors des élections générales de 2018, elle est candidate de la Ligue dans la circonscription Latium 2 avec la liste « Noi con Salvini » (« Nous avec Salvini »). Elle est élue députée le 6 mars 2018.